# Барышников (хутор)
 Барышников  — хутор в Новосергиевском районе Оренбургской области. Входит в состав Герасимовского сельсовета.

## География
Находится на расстоянии примерно 44 километра по прямой на юго-запад от районного центра поселка Новосергиевка.

## Население
Население составляло 67 человек в 2002 году (91% русские), 49 по переписи 2010 года.